# 全日本通訳案内士連盟
協同組合全日本通訳案内士連盟（きょうどうくみあい ぜんにほんつうやくあんないしれんめい、英称：Japan Federation of Certified Guides（略称 JFG））は全国約700名の通訳案内士（通称:通訳ガイド）が個人事業主として組織、加盟する事業協同組合である。

## 概要
組合員は、英語、フランス語、ドイツ語、スペイン語、イタリア語、ポルトガル語、ロシア語、中国語、韓国語の9ヶ国語いずれか、又は2ヶ国語以上の通訳案内士資格を有する現役の通訳案内士である。
通訳案内士（通称通訳ガイド）（Certified guide）とは、通訳案内士法に基づく国家試験「通訳案内士試験」に合格し、通訳案内士として居住地の都道府県知事より登録証の交付を受けた者のみが従事できる職業につくプロの観光ガイドのことであり、外国人観光客に対して有償で通訳及び観光案内を行う。
通訳案内士法第二条：通訳案内士は、報酬を得て、通訳案内（外国人に付き添い、外国語を用いて、旅行に関する案内をすることをいう。）を行うことを業とする。外国人旅行者が日本を正しく理解し日本の良い印象を持って帰国してもらうことは国際観光振興の重要な目的の一つであるため、通訳案内士は語学力が単に優秀であるだけでなく、日本の地理、歴史、さらに産業、経済、政治および文化といった分野に至る幅広い知識、教養が必要とされる。また諸外国との親善交流や宗教や文化の違う国々との相互理解を深める役割も担うため社交性も必要とされる。
おもてなしの心をもって旅をより楽しく演出する役割に加え、天災やトラブル、病気や怪我などあらゆる状況に対処し、旅行中の安全を配慮する役割も担う。草の根レベルで訪日外国人の接遇業務にあたる職業であることから「民間外交官」とも呼ばれる。

## 沿革
- 1982年6月15日、「通訳案内業法」第15条に基づき、運輸大臣に届出を受理され、初の「通訳案内業者の同業者団体」として誕生。
- 1994年4月28日、「協同組合法」に基づき、運輸大臣より認可（運観旅第374号）を受け、初の「通訳案内業者の事業協同組合全国組織」として発足。
- 2006年4月1日、通訳案内業法が「通訳案内士法」に改正されたため、組織の名称を「協同組合全日本通訳案内士連盟（英称：Japan Federation of Certified Guides）」に変更。

## 目的
組合員の相互扶助の精神に基づき、組合員のために必要な共同事業を行い、組合員の自主的な経済活動を促進することで、その経済的地位の向上を図ることを目的とする。

## 業務
- 通訳案内 - 日本全国の観光案内、インセンティブツアー、国際交流プログラム、VIP随行、インフォメーションデスク、国際会議進行業務、レディースプログラム（国際会議時の家族用プログラム、観光や文化活動など）
- 企業通訳 - 企業内会議、商談、視察、研修プログラム
- イベント通訳 - 音楽祭、スポーツ祭典、国際交流、国際見本市ブース、インタビュー、パーティー通訳
- 講師 - 語学講師、各種講座講師

## 活動
1. 後継者育成、ガイド資質向上の為の教育事業

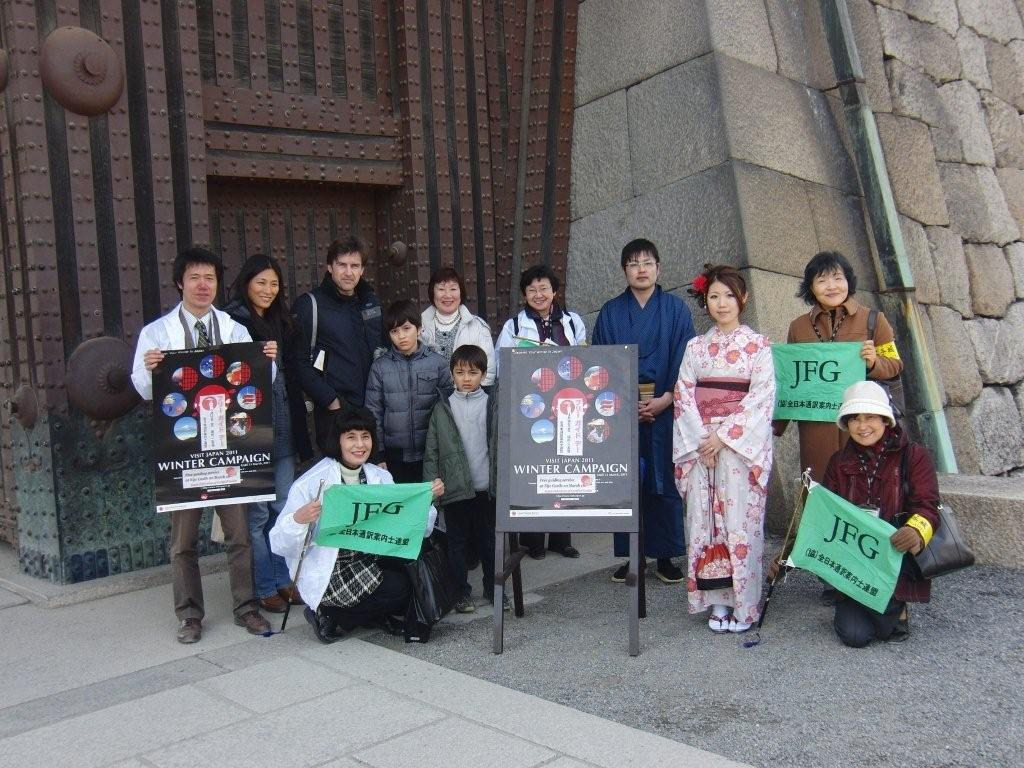
ビジット・ジャパン・キャンペーンの一環で訪日外国観光客に「通訳案内士」をPR

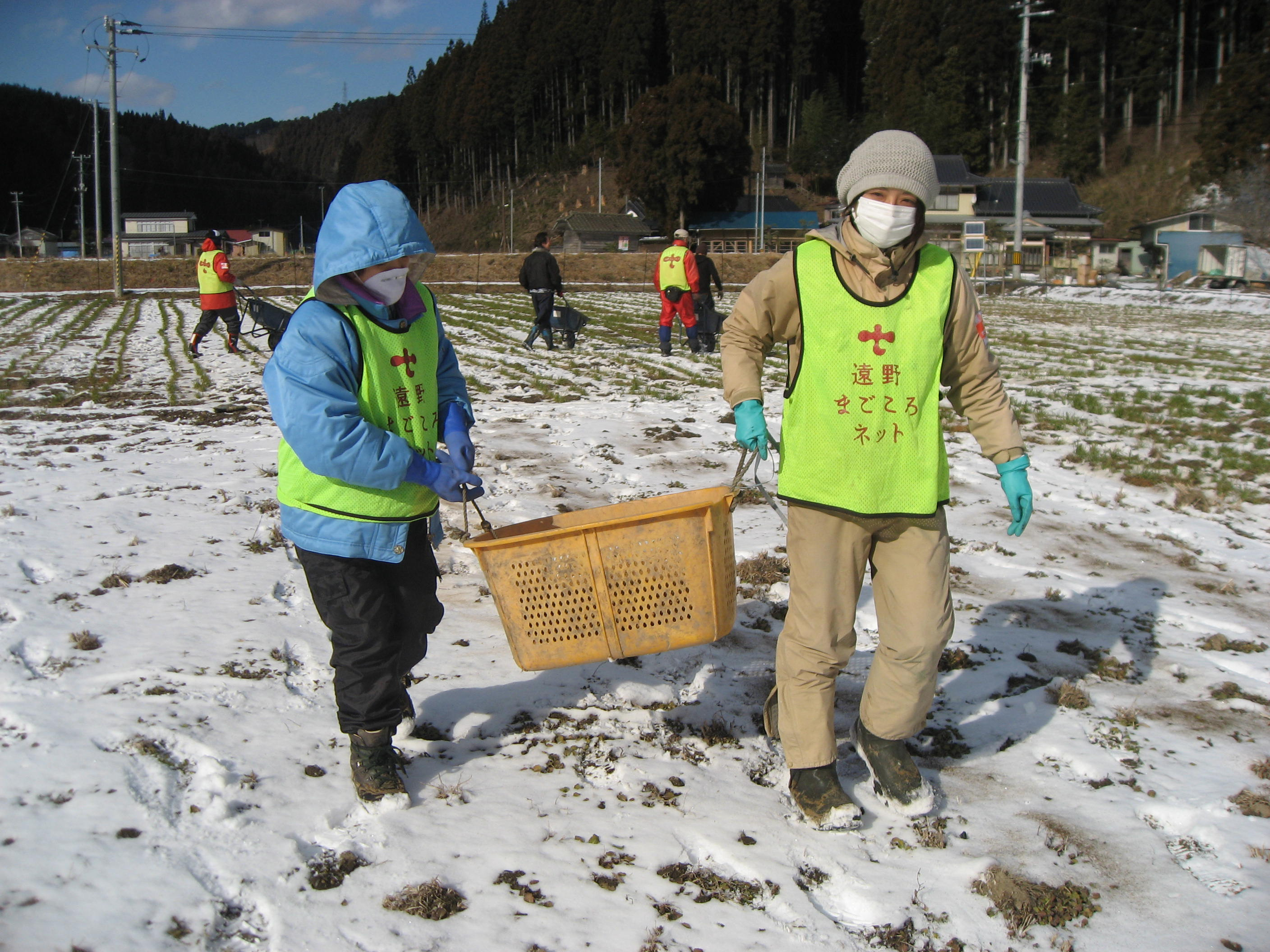
東北でのボランティア作業

  - 通訳案内士試験合格者向けの「新人研修会」の開催
    - JFGでは毎年1回、新合格者のための研修会を開催。関東地区5日間、関西地区3日間で行われる当研修会は、実際にバスを使って主要な観光地を訪れる実地研修と、実務に関する講義、先輩ガイドの体験談、カウンセリングなどからなるセミナーで構成されている。JFGの新合格者研修会の最大の特徴は、講師陣をはじめ企画から運営にいたるまで、すべて経験豊かな組合員のガイドが担していることである。この研修会によって、通訳ガイドの質を上げ、優秀な後継者の育成をすることで、JFGは通訳ガイドのより一層の社会的地位の向上を目指している。

  - 各種業務研修の企画・実施
    - 関東と関西の担当者が、それぞれ年5～6回の頻度で講義やバスツアー等の研修会を企画運営する。　これらは、後継者の育成、通訳ガイドとしての資質向上というJFG設立の理念に基づいた活動であるのみならず、業務研修委員会の企画するさまざまな行事が、新人、ベテランという世代を超えたガイドのコミュニケーションを促進し、組合員相互の交流、情報交換をはかる貴重な場となっている。

  - 【2011年度 実施】
    - 「くせ」の日本文化と根津美術館
    - 中央卸売市場のしくみ
    - 日本の絹産業 - 富岡製糸場、碓氷製糸農業協同組合、桐生織物工場
    - 京都中世史・近代史と日本庭園
    - 日本の樹木と上賀茂散策
    - 参議院議員会館・国会議事堂と法務省赤レンガ棟
    - 静岡研修：静岡茶と久能山東照宮
    - 関東地区ブラッシュアップ研修
    - 和太鼓ワークショップ
2. 共同受注及び斡旋事業 - 通訳案内士、通訳、語学講師等の受注、及び組合員への斡旋
3. 情報提供事業
4. 通訳案内業務に必要な情報の提供 - 観光行政、業界情報の提供
5. 広報宣伝事業 - 通訳案内士就業希望者への説明会実施

  - 通訳案内士・通訳案内士制度のPR活動　(ビジットジャパンキャンペーン参加、日本紹介ビデオ制作等)
    - ビデオ１【英語】https://www.youtube.com/watch?v=5ozXXkKPCKI
    - ビデオ２【英語】https://www.youtube.com/watch?v=hQg6kvfok4g
    - ビデオ１【独語】https://www.youtube.com/watch?v=oo2XeJsGJ28
    - ビデオ１【中国語】https://www.youtube.com/watch?v=JvZmi1ZV_wA
    - ビデオ２【中国語】https://www.youtube.com/watch?v=ORnqkgDCmok
6. 本の出版
  - 全日本通訳案内士連盟]（監修）『通訳ガイド試験への招待』法学書院、2005年11月。ISBN 4-587-41375-5
  - JFG：全日本通訳案内士連盟 (編集) 『もっと知りたい通訳ガイドの仕事』 法学書院、2010年10月。ISBN 978-4-587-62150-6
7. .その他 - ボランティア活動　(東北ボランティア隊結成、その後は有志が集まり活動継続中)

## 所在地
- 所在地：〒164-0001 東京都中野区中野2-29-7　はとやビル5F